# Adevariu
Adevariu (em hindi: अध्वर्यु; romaniz.: Advāryu), no hinduísmo, é uma classe de sacerdotes védicos responsáveis pela construção de altares (vedis), coleta e preparação de vasos sacrificiais, iluminação do fogo e imolação do animal sacrificial no Iajena. Os adevarius recitam também os iajus do Iajurveda.